# Distenia carinata
Distenia carinata es una especie de escarabajo longicornio del género Distenia, categorizada en la tribu Disteniini, de la orden Coleoptera. Fue descrita por Villiers en 1959.

## Descripción
Mide 20-24,6 mm de longitud.

## Distribución
Se distribuye por Brasil, Ecuador y Perú.